# Buzogány

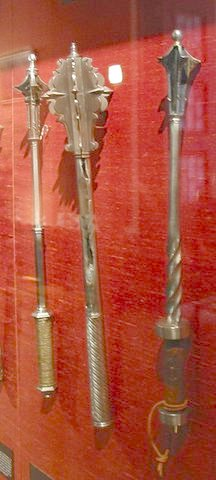
Tollas buzogány

A buzogány régi zúzófegyver, egyes források szerint az első, ember elleni használatra kifejlesztett eszköz. Magyarországon a 13. század közepén letelepült kunok honosították meg. A neve (boszgán) mindenesetre arra mutat, hogy a törököktől került hozzánk.
A buzogány feje általában azonos átmérőjű vagy vastagabb, mint a nyél, és többféle változata ismeretes. Nálunk a legrégibb formája az ún. tollas buzogány, amely 5-7 darab háromszög alakú lapból álló kiágazással volt ellátva, ezeknél a fej idoma hegyére állított négyszöghöz hasonló. A későbbi a gerezdes buzogány, melynél a szárnyak szorosan egymás mellett vannak, ennél a fej körteidomú volt. A láncos buzogánynál a buzogányfej egy lánccal van a nyéllel összekötve, a katonai cséphadaró ennek egy variánsa. Esetenként láncos buzogányoknál a nyelet döfőheggyel is ellátták.
A nyél hossza a gyalogos katonák által használt rövid buzogánynál 60–90 cm, míg a lovaskatonák ennél hosszabb buzogányt használtak, a kétkezes buzogányok nyele akár másfél méter hosszú is lehetett.
A használatra szánt buzogány fő előnye gyors és olcsó előállíthatósága, valamint a könnyű használhatóság. Vértesek ellen meglehetősen hatékony, bár ez alól kivételt képez a lemezvért - azok ellen hatékonysága legfeljebb elégségesnek nevezhető, csakúgy, mint az összes közelharci eszközé, ha a cél a vértezet különleges technika nélküli leküzdése.
Napjainkban a buzogány leginkább ceremoniális fegyverként vagy méltóságjelvényként használt. Számos kormányzati szerv (mint például az Egyesült Államok Képviselőháza), egyetemek, fúvószenekarok és a mazsorett csoportok karmesterei használnak ceremoniális buzogányt.

## A buzogány eredete

### Őskor

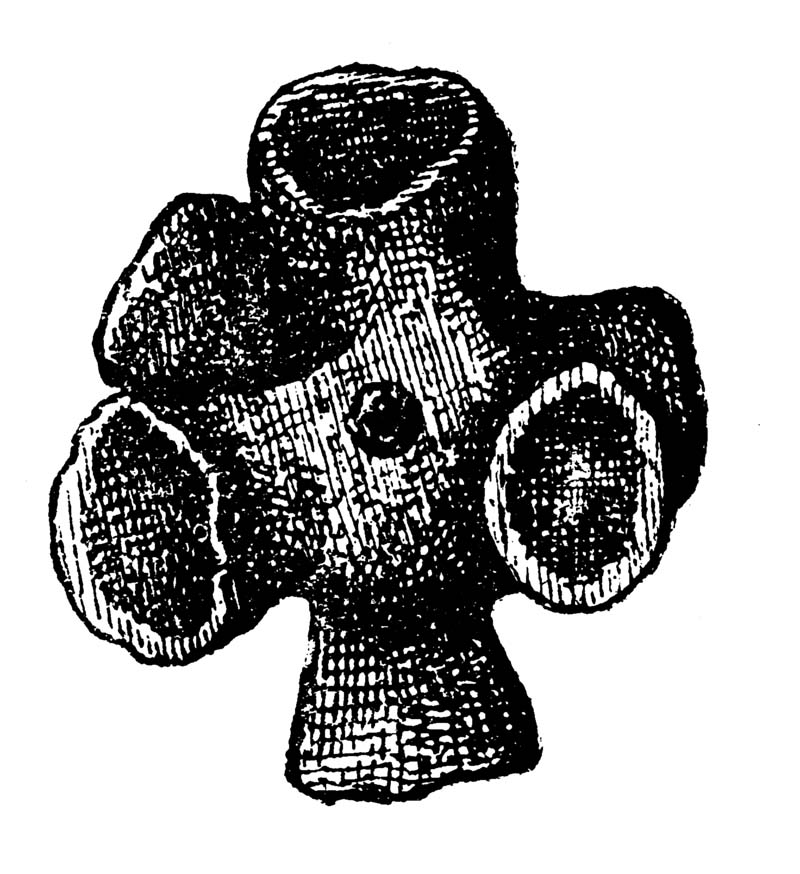
Égetett agyag buzogány Samotovac közeléből

A buzogány tulajdonképpen az egyszerű bunkósbotból alakult ki, és mint ilyen, egyidős lehet az emberi vadászat és hadakozás kialakulásával. Különböző formái egészen a kard megjelenéséig a legfontosabb közelharci fegyverek közé tartoztak.
Az első, fából faragott vagy kialakított buzogányoknak kova- vagy obszidiántüskéi voltak, ritkábban kőből faragott fejjel voltak ellátva. Ezek az kezdetleges fegyverek csak a páncélzat kifejlesztése előtt voltak hatásosak, az első bőrpáncélok megjelenését követően elvesztették korábbi népszerűségüket.
Nyugat-Európa területén az első buzogányt az újkőkori knowthi (Írország) sírhalmokban tárták fel, ez már teljes mértékben faragott kovakő fejjel rendelkezett. A bronzkori leletek között is számos részben vagy teljesen fémből készült buzogányfejet találunk.

### Ókor
Az ókori Egyiptomban 6000 évvel ezelőtt, a nagy dinasztiák megjelenését megelőzően használtak kőbuzogányokat, amelyek lapos tárcsa alakú fejét merőlegesen illesztették a nyélre. A tárcsát hamarosan felváltotta a kerek vagy körte formájú, általában kőből vagy márványból faragott fej, amely a Nagada II kultúra (predinasztikus kor) idején (i. e. 3600-3250) jelent meg Felső-Egyiptom területén és a Nagada III kultúra (i. e. 3250-3100) idején terjedt el egész Egyiptom területén. Hasonló buzogányokat használtak Mezopotámiában is i. e. 2450-1900 körül.
A megoldást csak a réz-, majd később a bronzművesség kifejlődését követően hamarosan megjelenő, teljesen fémből készült buzogányok jelentették. A fej nem volt annyira merev, kevésbé volt hajlamos törésre vagy repedésre és lehetségessé vált a fej javítása is. A fejen a nyélnek kialakított lyuk kúpos formája a korábbinál sokkal erősebb rögzítést tett lehetővé.
A protodinasztikus korból származik Skorpió király buzogánya, amely a király uralkodásának egyetlen emléke. A kő buzogányfejen ábrázolt hieroglifák egyik értelmezése alapján Skorpió indította meg az Alsó-Egyiptom elleni hadjáratot, ami végül Narmer fáraó alatt Egyiptom egyesítéséhez vezetett.
Több mint 1500 évvel Skorpió király után az amadeh-i sztélé a következő feliratot rögzítette a XVIII. dinasztia egyik királyára, II. Amenhotepre vonatkozóan:
„Őfelsége örvendező szívvel tér vissza apjához, Ámonhoz, buzogánya hét (ellenséges) vezérre sújtott le, akiket Takhsi területén talált.”
Az első buzogányok legnagyobb problémáját a kőfej merevsége jelentette: egy erősebb ütést követően a fej megrepedhetett vagy eltörhetett, ilyenkor a fejet nem is lehetett javítani. A fej megbízható rögzítése a nyélre volt a másik probléma, ezt próbálták kiküszöbölni az egyiptomiak a predinasztikus kor során készített tárcsa alakú buzogányokkal.
| T3 |

| T3 |

Az i. e. 5–1. század körül keletkezett Rámájana és Mahábhárata eposz részletesen leírja a buzogány használatát a korabeli hadviselésben.
Az ókori világ egyik legjelentősebb katonai hatalma, a rómaiak körében nem terjedt el a buzogány használata, aminek egyik oka, hogy a széles körben elterjedt fémpáncélzat megfelelő védelmet nyújtott az akkori buzogányok ellen. A másik lehetséges ok a római harcmodorban keresendő, amely a zárt alakzatban használt pilumon (lándzsa) és a gladiuson (rövid, egyenes, döfésre és vágásra is alkalmas kard) alapult. A zárt alakzatokban a buzogány hatásos alkalmazásához nem volt elegendő hely.
Ezzel szemben a perzsa újbirodalom hadseregében a buzogány jelentős szerepet kapott, a korabeli perzsa hadviselés eltérő jellege miatt. A perzsa haderőben mindig is jelentős szerepet kaptak a nehézfegyverzetű lovas katonák, akik számára a buzogány éppen olyan hatásos volt a lovasroham során, mint a kard vagy csatabárd. Az 1000 körül keletkezett Sáhnáme eposz számos utalást tartalmaz a buzogányt használó pártus lovagok összecsapásaira vonatkozóan.

### A középkori Európában

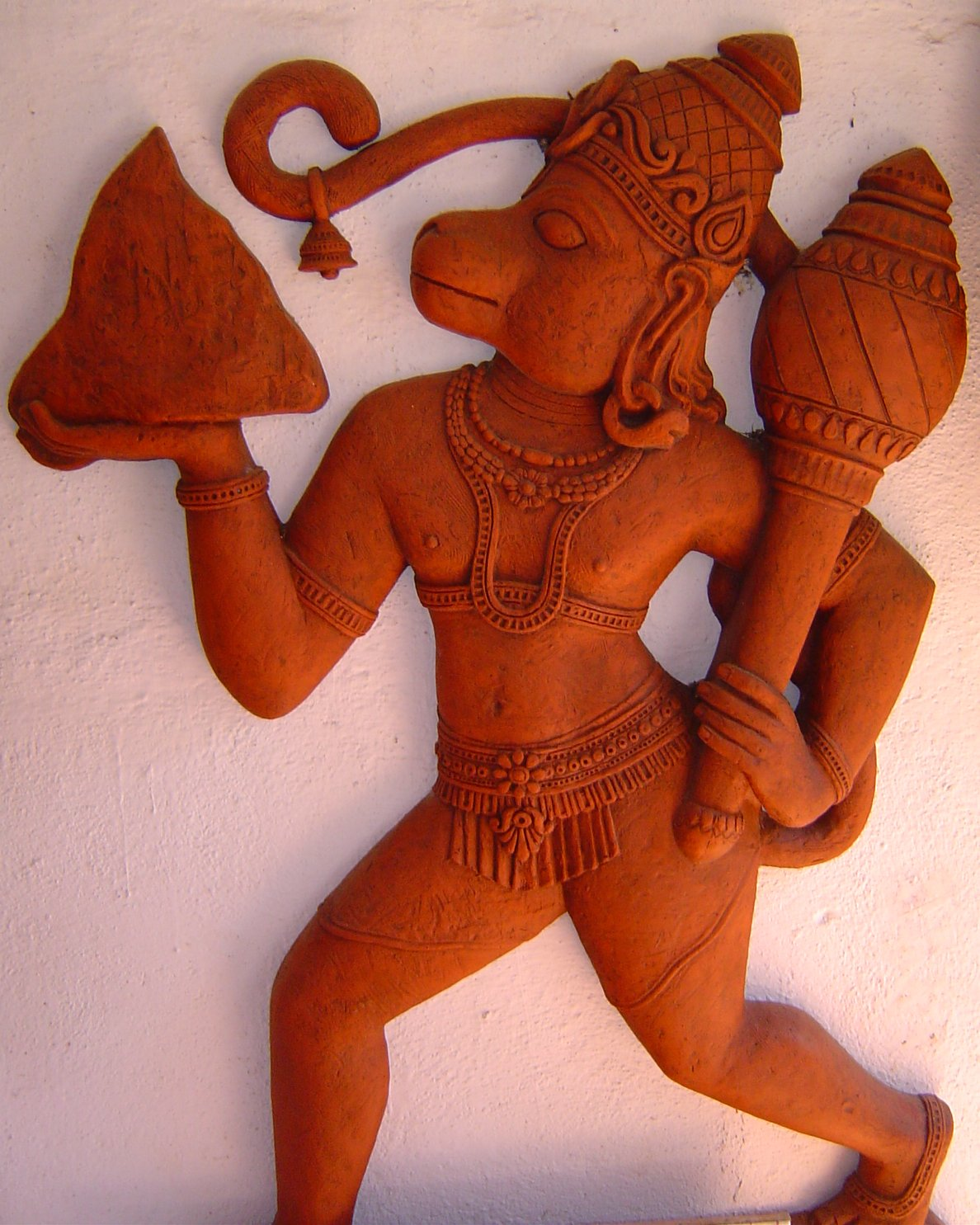
Hanumán szobra a Dronagiri-heggyel a jobb és egy buzogánnyal a bal kezében

A kora középkor meghatározó fegyverneme, a páncélozott lovasság, jelentős védelemmel rendelkezett mind a szúró-vágó fegyverek, mind a korabeli lőfegyverek ellen (az angol hosszú íj kivételével). A tömör fémből készült buzogányok és harci kalapácsok azonban a páncélos lovasok ellen is sikerrel voltak használhatók, a buzogány jelentős sérüléseket tudott okozni a páncél átütése nélkül is. A lovagi páncélzat elleni használatra fejlődött ki a tollas vagy gerezdes buzogány. A buzogány fején kialakított tollak által elért erőnövelés a gyalogság gyengébb minőségű vértjeit jó eséllyel beszakította, míg a jó minőségű vértek ellen is megmaradt az átütés lehetősége. A tollas buzogányok először feltehetően a bizánci birodalomban jelentek meg i. sz. 1000 körül és a 12. század körül terjedt el széles körben Európában. A tollas buzogányok a muzulmán lovasság körében is népszerűek voltak.
A buzogányokat a középkor technikai-ipari színvonalán is egyszerűen, olcsón és viszonylag nagy tömegben lehetett előállítani, ami segítette széles körű elterjedésüket. A buzogány, a fejsze és lándzsa mellett a parasztlázadások és a szegény gyalogos katonák egyik kedvenc fegyvere volt. Ezek tipikusan fényélre erősített, fa vagy fém fejjel készültek, a fejbe általában tüskéket illesztettek.
Nyugat-Európában elterjedt hiedelem szerint a papság körében népszerű volt a buzogány, mert vér kiontása nélkül is lehetővé tette az ellenség legyőzését. A hiedelem alapjául valószínűleg a Bayeux-i faliszőnyegen ábrázolt Odo bayeux-i püspök, aki egy buzogányszerű fegyverrel harcol a hastingsi csatában. Mivel Odo bátyját, Hódító Vilmos herceget is egy hasonló fegyverrel ábrázolja a faliszőnyeg, ezért elképzelhető, hogy a buzogány csak mint hatalmi szimbólum szerepel. A legkézenfekvőbb magyarázat szerint Vilmos, Odo és más lovagok is egyszerűen a buzogányt részesítették előnyben.
Más források alapján a főpapok viszont a korabeli lovagok hagyományos fegyverzetét használták, mint például Turpin érsek az „Almace” nevű karddal és lándzsával harcol a Roland-ének alapján, vagy például Adhemar of Le Puy püspök, aki az első keresztes hadjáratban harcolt (a hadjárat során vesztette életét a faliszőnyegen ábrázolt Odo püspök).
Mindenesetre a hiedelmet tovább erősítette a Dungeons and Dragons szerepjáték, ahol a papi kaszt nem használhat kardot vagy más vágófegyvert, csak buzogányt vagy harci kalapácsot.

### A buzogány használata Európa keleti részén

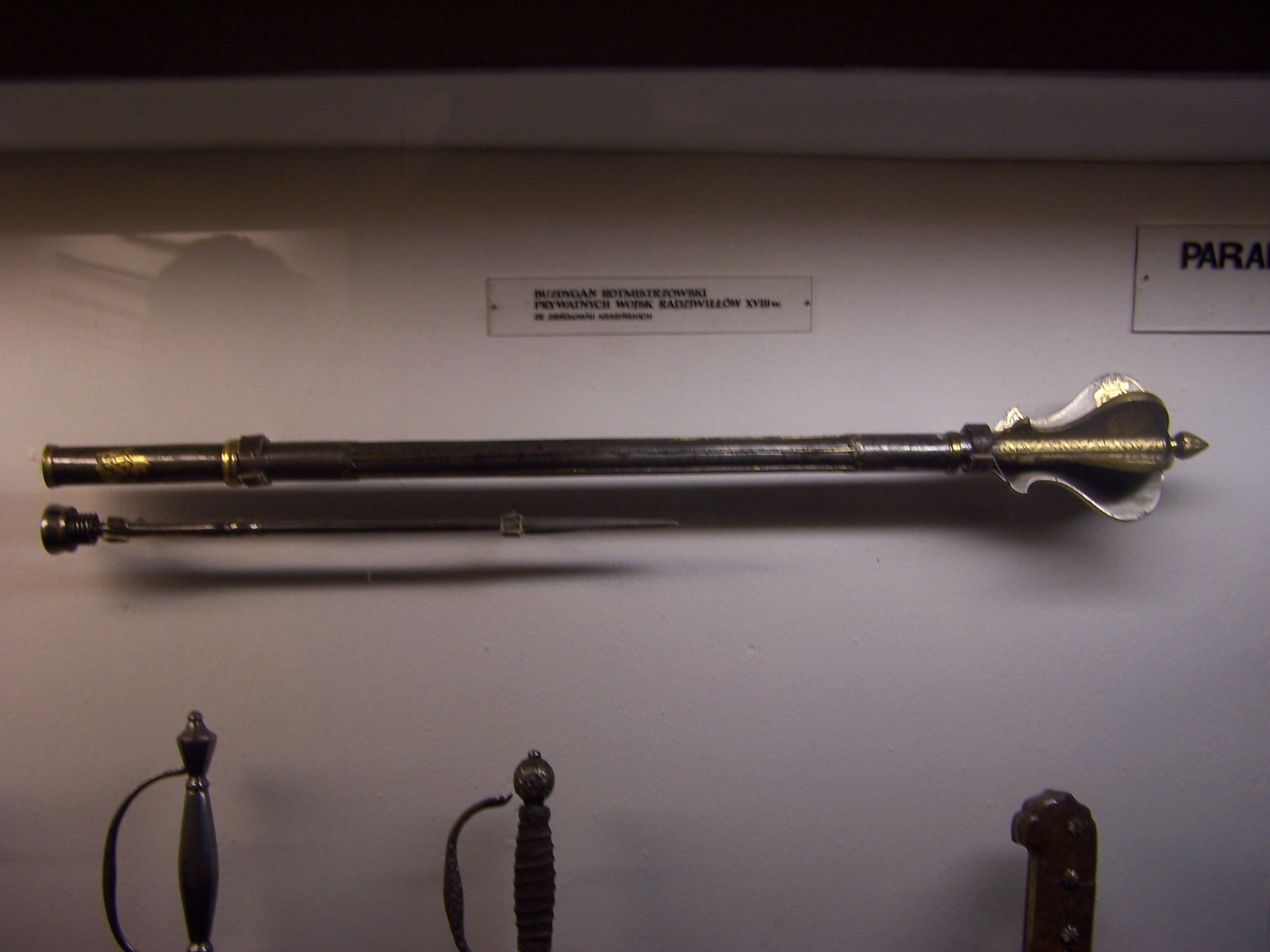
A Radziwiłł család magánserege által használt buzogány

A buzogány széles körben elterjedt, népszerű fegyver volt elsősorban a középkori lengyel királyság és az orosz fejedelemség seregeiben. Bár a kalandozó magyarok elsődleges fegyvere a kopja és a visszacsapó íj, valamint a szablya volt, a magyar állam megalapítása után a buzogány népszerű fegyver lett, lásd például a Botond férfi név eredetét, illetve Botond vitéz legendáját. A magyar koronázási jelvények egyike, a királyi jogar kialakítása is a buzogányra vezethető vissza.

### Amerika a spanyol hódítás előtt
Minden őslakos amerikai kultúrában jelentős szerepet játszottak a fából, illetve részben kőből készült buzogányok. Az Inka Birodalom harcosai fanyelű réz, bronz vagy kőfejjel felszerelt buzogányokat (macana) használtak, ami rendkívül hatásos lehetett a környéken élő más népek harcosai által viselt bőr vagy nemezpáncélzattal szemben.
Az azték kultúrára jellemző macauitl is a buzogányok körébe tartozik. Leginkább széles fakardra emlékeztet, melynek "élébe" vájatot vágtak, majd obszidiánszilánkokat illesztettek. Lágyszövetek ellen hatékonysága kiemelkedően nagy.

### Buzogányok a modern hadviselésben
Buzogányra emlékeztető fegyvereket használtak az első világháborús lövészárkokban vívott közelharcok során. Ezek a buzogányok kezdetleges, kézzel készített fegyverek voltak, de eredményesen lehetett használni őket harcfelderítés, illetve lövészárok-betörések során.
A második világháborúban a Budapest környéki harcokban használták kisebb számban a Weiss Manfréd Művekben készült buzogányvetőt. A propagandacélból Szálasi-röppentyűnek elnevezett, hivatalos neve szerint 44 M. buzogányvető magyar tervezésű, rakétaelven működő hátrasiklás nélküli páncéltörő fegyver volt.

## Szimbolikus használat

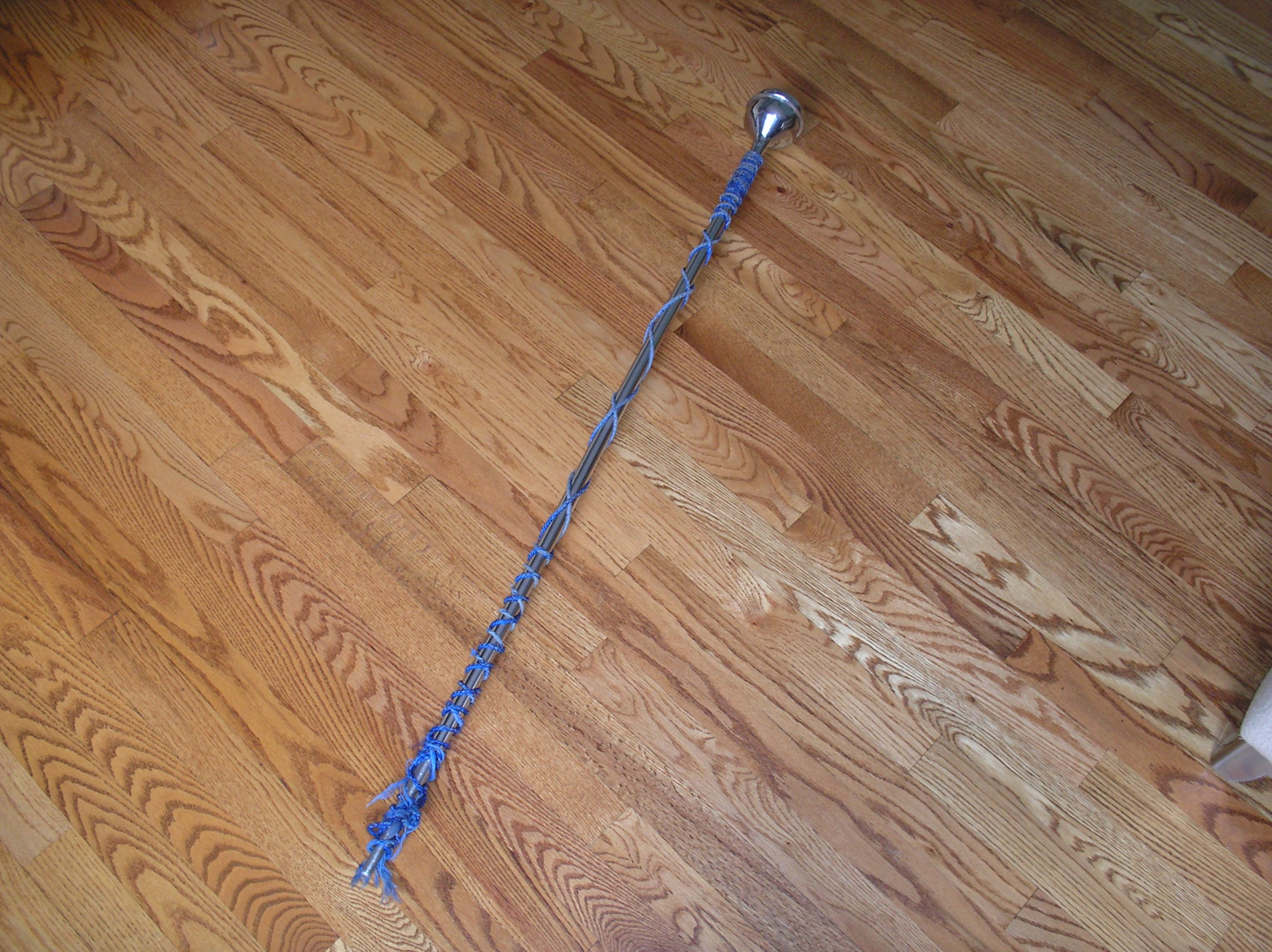
Rezesbanda karmesterének buzogánya

A szimbolikus célokra használt buzogányokat jogarnak is szokás nevezni. A jogarok rövid, gazdagon díszített, ezüstből vagy ezüsttel borított keményfából készült nyélre illesztett, szintén gazdagon díszített, gömb alakú, esetleg figurát formázó fejből állnak. A magyar koronázási jelvények közül a királyi jogar az egyik legrégebbi ilyen jellegű tárgy.

### Parlamenti jogarok
Az angol parlament és a hozzá hasonló, Westminster-i mintára működő parlamentek a világ számos részén használnak ceremoniális buzogányokat (jogart). Általában a parlament egyik elöljárója, az ún. sergeant-at-arms, őrzi a jogart és helyezi el a parlamenti jegyző vagy a parlament elnöke asztalán, ezzel is jelezve, hogy a parlament hivatalos ülést tart. A parlamenti munka végén a jogart őrzési helyére veszik vissza. Szintén szokás a jogart eltávolítani, amíg a parlament megválasztja új elnökét, ezzel is jelezve, hogy a parlament még nem tarthat hivatalos ülést.
II. Erzsébet brit királynő 1999. július 1-jén adományozott az újonnan megalapított Skót Parlamentnek parlamenti jogart, amely Skóciában bányászott ezüstből készült, Michael Lloyd tervei alapján.
Az Egyesült Államok Képviselőháza is rendelkezik egy ceremoniális célokra használt jogarral.)
A magyar országgyűlés nem rendelkezik parlamenti jogarral, a magyar koronázási ékszereken kívül, amelyek a Szent Koronáról szóló 2000. évi. I. törvény értelmében a 2000. január 1-jén ünnepélyes keretek között (a jogarral és az országalmával) a Parlament kupolacsarnokába kerültek. A koronázási palást a Nemzeti Múzeumban maradt.

### Ünnepélyes használat
A buzogányra visszavezethető és hasonló formájú eszközzel vezénylik a karnagyok a katonai zenekarokat és fúvószenekarokat. A mazsorett csoportok vezetői és táncosai is hasonló buzogányokat forgatnak.

### Egyetemi jogarok
A parlamenti jogarokhoz hasonlóan az egyetemi jogar is az egyetem vezetőinek önállóságát és fennhatóságát szimbolizálja, általában az egyetemi évnyitó és a diplomaosztó ünnepségek során használják.

## Címertani használata
Mint a legtöbb középkori fegyver, a buzogányt is használták a nemesi családok v. intézmények címereinek kialakításában:
- Cognac városa[18]
- Colmar városa[19]
- Retz hercegi családjának címerében (a hercegi címet 1581-ben hozták létre Albert de Gondy részére)[20]

## Buzogánytípusok
A csatacsép vasalt, hosszú nyélre rövid lánccal szerelt, vastüskékkel kivert hengeres test vagy 25–30 cm hosszú szögletes vasdarab.
A csatacsillag vastüskékkel kivert, bunkós végű, nehéz fütykös. Morgenstern: a külföldi zsoldosok által használt, magyarul csatacsillagnak is emlegetett buzogány német neve.
Később a paraszti hadak kedvelt fegyvere volt.
A gerezdes buzogány a 16-17. század fordulóján török hatásra kialakult forma. Elődjének a magyar tollasbot tekinthető. Gömb alakú felülete általában gerezdelt.
A hadnagyi buzogány a kuruc hadseregben használatos parancsnoki jelvénnyé lett buzogányfajta. Általában körtefejű volt, vasból kovácsolták, gerezdesre alakították.
A tollasbot fanyélre szerelt buzogányféleség, amelynek egyik jellemzője a háromszög alakú, számát gyakran változtató toll.
A láncos buzogány a huszita háborúk alatt elterjedt, rövid lánccal a nyélhez erősített, vastüskékkel megtűzdelt fabunkó, amelyet később gerezdes vagy csillag alakú fej váltott fel.